# Pentatló modern als Jocs Olímpics d'estiu de 1976
Als Jocs Olímpics d'Estiu de 1976 celebrats a la ciutat de Mont-real (Canadà) es disputaren dues proves de pentatló modern, una d'individual i una d'equip, en categoria masculina. Les proves es realitzaren entre els dies 18 i 22 de juliol de 1976.
Aquest esport combina proves de tir (competició de tir de 10 metres de distància), esgrima (competició d'espasa), natació (200 metres lliures), hípica (concurs de salts d'obstacles) i camp a través.
Hi participaren un total de 47 atletes de 17 comitès nacionals diferents.

## Resum de medalles
| Prova                              | Or                                                        | Argent                                                   | Bronze                                                     |
| Pentatló modern individual Detalls | Janusz Pyciak-Peciak                                      | Pavel Lednev                                             | Jan Bartu                                                  |
| Pentatló modern per equips Detalls | Regne UnitAdrian Parker · Robert Nightingale · Jeremy Fox | TxecoslovàquiaJan Bartu · Bohumil Starnovský · Jiri Adam | HongriaTamas Kancsal · Tibor Maracsko · Szvetiszlav Sasics |

## Medaller
| Posició | País           | Or | Argent | Bronze | Total |
| 1       | Polònia        | 1  | 0      | 0      | 1     |
| 1       | Regne Unit     | 1  | 0      | 0      | 1     |
| 3       | Txecoslovàquia | 0  | 1      | 1      | 2     |
| 4       | Unió Soviètica | 0  | 1      | 0      | 1     |
| 5       | Hongria        | 0  | 0      | 1      | 1     |